# 전성환 (정치인)
전성환(1936년 12월 12일 ~ )은 대한민국의 정치인이다. 제14대 대전 중구청장을 역임했다.

## 경력
- 1998 자유민주연합 탈당·새정치국민회의 입당

## 역대 선거 결과
|  | 59.17% |

|  | 31.27% |

|  | 27.73% |